# Clay Shaw
Clay LaVerne Shaw (17 de marzo de 1913 - 15 de agosto de 1974) fue un empresario de Nueva Orleans, Luisiana.

## Historia
Shaw, natural de Kentwood, Luisiana, era hijo de Glaris Lenora Shaw, un comisario de Estados Unidos, y Alice Shaw. Su abuelo había sido sheriff de Tangipahoa Parish, Luisiana. Cuando Shaw tenía cinco años, su familia se mudó a Nueva Orleans, donde finalmente asistió al Instituto Warren Easton.
Shaw sirvió como oficial en el Ejército de los Estados Unidos durante la Segunda Guerra Mundial. Se desempeñó como secretario del Estado Mayor y más tarde sirvió en Europa. Fue condecorado por tres naciones: los Estados Unidos con la Legión del Mérito y la Estrella de Bronce, por Francia con la Croix de Guerre y nombrado Chevalier de l'Ordre du Merite, y por Bélgica nombrado Caballero de la Orden de la Corona de Bélgica. Shaw fue dado de baja honorablemente del Ejército de los Estados Unidos como comandante en 1946.
Después de la Segunda Guerra Mundial, Shaw ayudó a iniciar el Centro Comercial Internacional en Nueva Orleans, lo que facilitó las ventas de productos nacionales e importados. Era conocido localmente por sus esfuerzos para preservar edificios en el histórico Barrio Francés de Nueva Orleans.
Shaw también fue un dramaturgo con obras publicadas. La más conocida de sus obras, «Sumergido» («Submerged») (1929), fue coescrita con H. Stuart Cottman cuando ambos eran estudiantes de instituto.

## Arresto y juicio
El fiscal de distrito de Nueva Orleans, Jim Garrison, procesó a Clay Shaw por el cargo de que Shaw y un grupo de activistas, incluidos David Ferrie y Guy Banister, estaban involucrados en una conspiración con elementos de la Agencia Central de Inteligencia (CIA) en el asesinato de John F. Kennedy. Garrison arrestó a Shaw el 1 de marzo de 1967. Garrison creía que Shaw era el hombre llamado "Clay Bertrand" en el Informe de la Comisión Warren. Garrison dijo que Shaw usó el alias Clay Bertrand en la sociedad gay de Nueva Orleans.
Perry Russo testificó que había asistido a una fiesta en el apartamento del activista anticastrista David Ferrie. En la fiesta, Russo dijo que Lee Harvey Oswald (quien, según Russo, se le presentó como "Leon Oswald"), David Ferrie y "Clay Bertrand" (a quien Russo identificó en la sala del tribunal como Shaw) habían hablado de matar a Kennedy. La conversación incluyó planes para la "triangulación del fuego cruzado" y coartadas para los participantes.
Los críticos de Garrison argumentan que sus propios registros indican que la historia de Russo había evolucionado con el tiempo. Una fuente clave fue el Memorándum Sciambra, que registró el asistente Andrew Sciambra en la primera entrevista con Russo. El memorándum no menciona una "fiesta de asesinato" y dice que Russo se reunió con Shaw en dos ocasiones, ninguna de las cuales ocurrió en la fiesta.
El 1 de marzo de 1969, Shaw fue absuelto menos de una hora después de que el caso llegara al jurado.
Shaw negó tener parte en una conspiración y dijo del presidente asesinado: "Yo era un gran admirador de Kennedy. Pensé que le había dado a la nación un nuevo giro después de los monótonos años de Eisenhower [...] sentí que estaba muy preocupado por cuestiones sociales, que también me preocupaban. Pensé que tenía juventud, imaginación, estilo e ímpetu. En general, lo consideraba un presidente espléndido".

## Muerte
Fumador empedernido la mayor parte de su vida, Shaw murió a la edad de 61 años en su casa el 15 de agosto de 1974. La causa de la muerte se calificó como cáncer de pulmón metastásico. Fue enterrado en el cementerio de Woodland en Kentwood, Luisiana.
En el momento de su muerte, Shaw estaba involucrado en una demanda de 5 millones de dólares contra Garrison y miembros de una organización, Truth and Consequences Inc., que financió la investigación de Garrison. Como Shaw no tenía parientes sobrevivientes, el Tribunal Supremo de los Estados Unidos desestimó la demanda en 1978.

## Revelaciones posteriores
En 1979, Richard Helms, exdirector de la CIA, testificó bajo juramento que Shaw había sido un contacto a tiempo parcial del Servicio de Contacto Doméstico (DCS) de la CIA, donde Shaw ofrecía información de sus viajes al extranjero, principalmente a América Latina. Al igual que Shaw, 150.000 estadounidenses (empresarios y periodistas, etc.) habían proporcionado dicha información al DCS a mediados de la década de 1970 "sobre una base no clandestina"  indicándose que "tales actos de cooperación no deben confundirse con una relación real con la Agencia".

## En la cultura popular
Tommy Lee Jones representó a Shaw en la película de Oliver Stone de 1991 «JFK». Fue nominado por al Premio de la Academia al Mejor Actor de Reparto por el papel.